# St. Andreas (Esbeck)

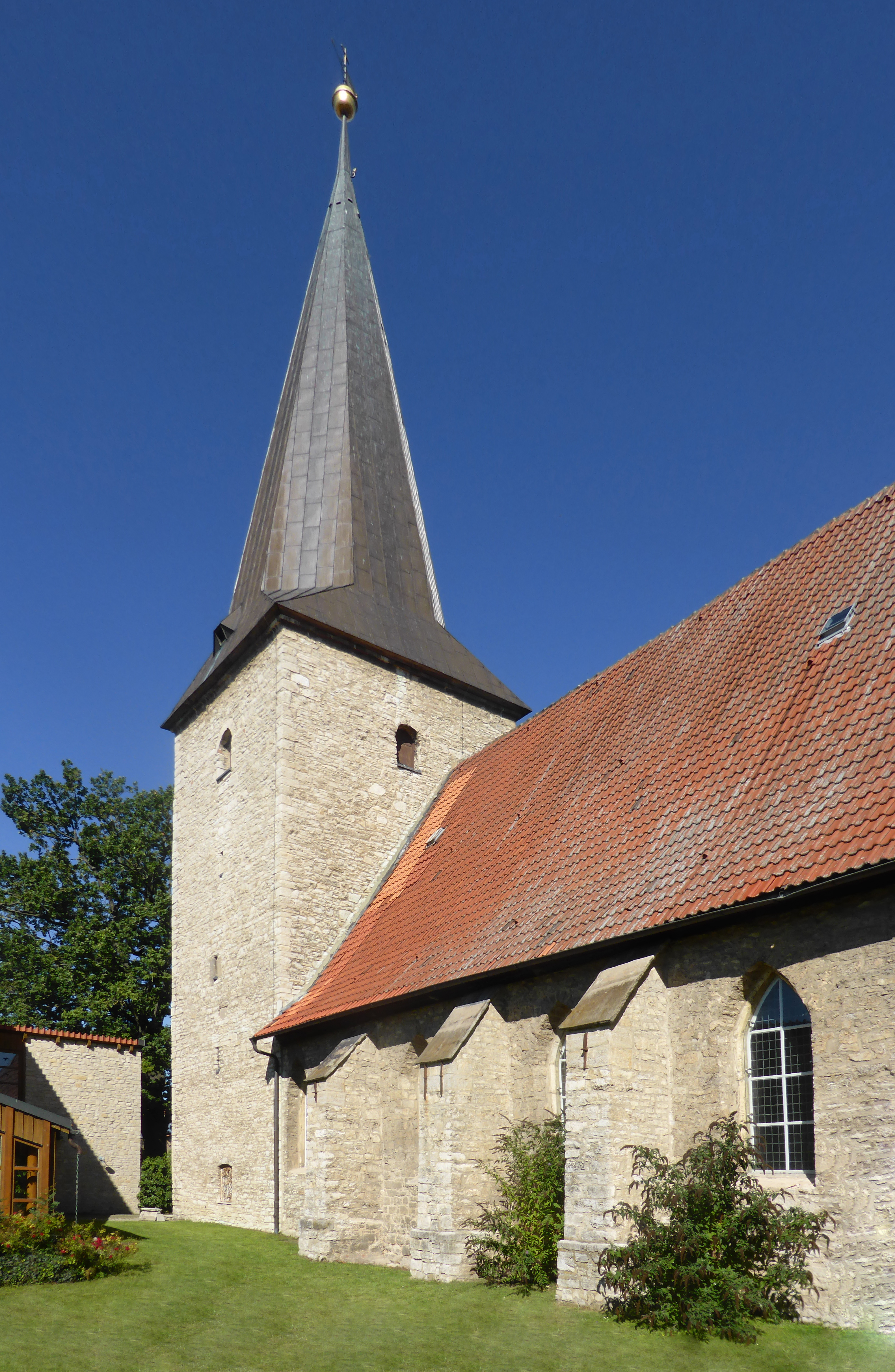
St. Andreas

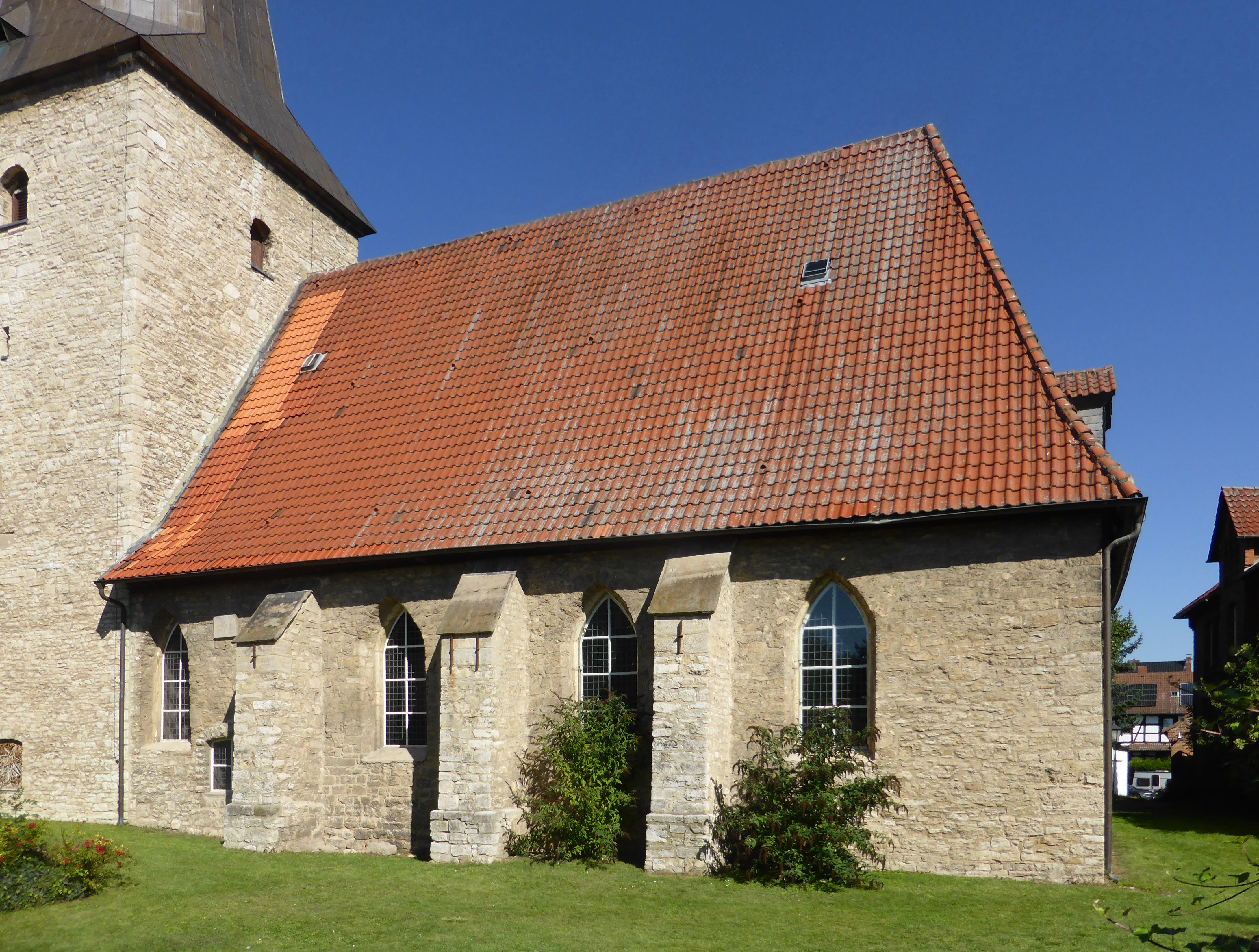
Kirchenschiff

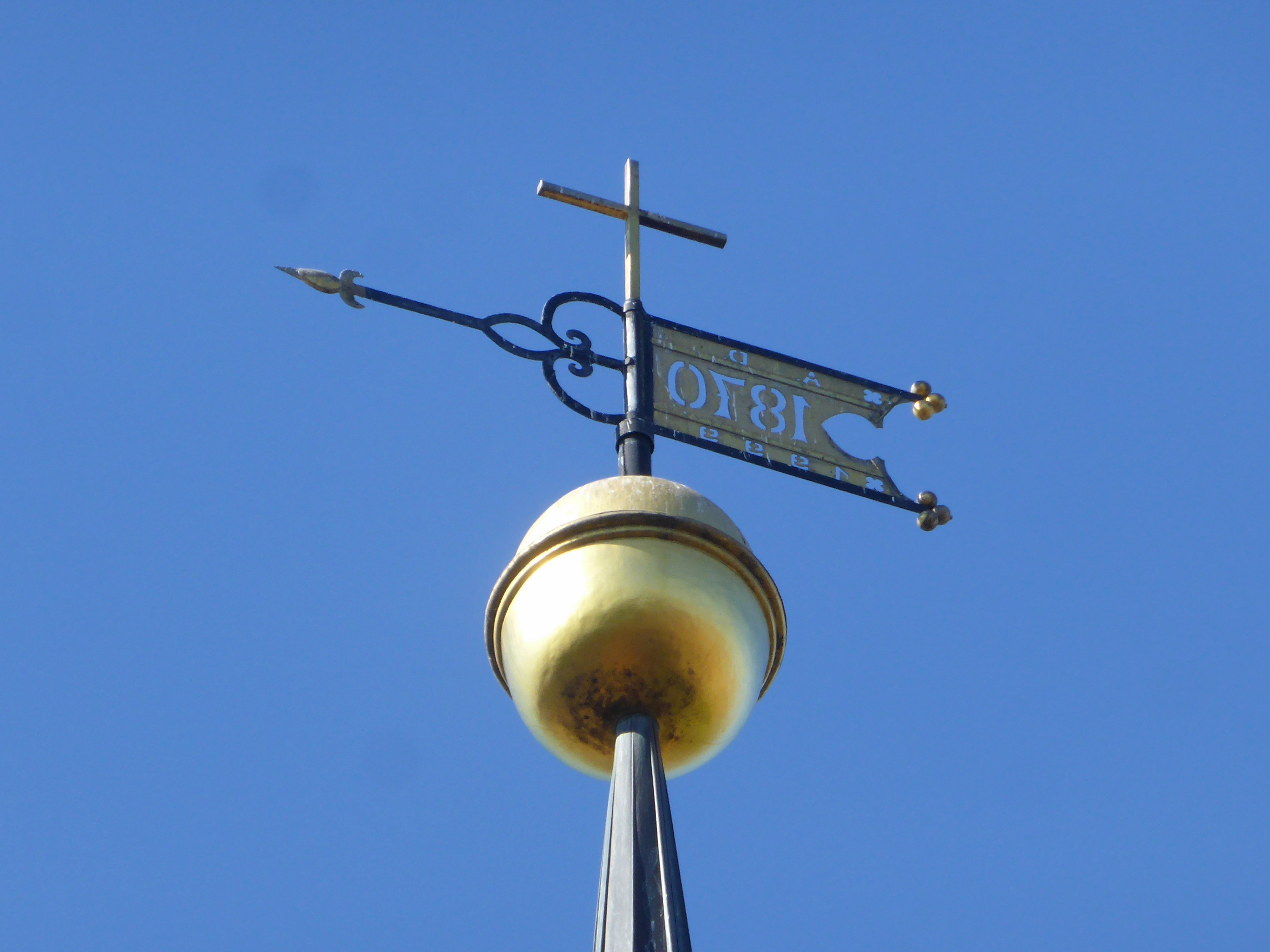
Turmspitze

Eine evangelisch-lutherische, denkmalgeschützte Kirche St. Andreas steht in Esbeck, einem Stadtteil von Schöningen im Landkreis Helmstedt in Niedersachsen. Die Kirchengemeinde gehört zur Propstei Helmstedt der Evangelisch-lutherischen Landeskirche in Braunschweig.

## Beschreibung
Die Saalkirche ist im Kern gotisch. 1432 war laut Inschrift der Baubeginn für den Kirchturm. Erst nach Fertigstellung des Turmes wurde das Kirchenschiff errichtet. Die Achsen vom Kirchturm auf quadratischem Grundriss im Westen und dem Kirchenschiff weichen zwei Meter voneinander ab. Der Kirchturm ist bedeckt mit einem achtseitigen spitzen Helm, der die Turmuhr mit der Schlagglocke, der alten Kirchenglocke von 1443, beherbergt. 1681 wurde ein Erbbegräbnis für die Familie von Hoym im untersten Raum des Turms eingerichtet, das nach Erlöschen der Familie verschlossen wurde. Die Seitenwände des Kirchenschiffs werden von Strebepfeilern gestützt, zwischen denen sich große spitzbogige Fenster befinden. Die Sakristei ist mit einem Kreuzrippengewölbe überspannt. 
1711 erfolgten tiefgreifende Umbauarbeiten, so dass von der ursprünglichen Innenausstattung kaum etwas erhalten blieb. Der steinerne Altar musste einem hölzernen weichen. Im Kirchenschiff wurde ein hohes Tonnengewölbe mit angehefteten Gewölberippen und Gurtbögen eingezogen und die Emporen wurden errichtet. An den Brüstungen der unteren Empore im Norden wurden Bilder von den zwölf Aposteln angebracht. Das zweite Emporengeschoss wurde 1973/75 entfernt. Auf der Predella steht ein von Säulen flankiertes Altarretabel mit einem Bild von Maria Magdalena. Seitlich stehen geschnitzte Figuren von Moses und Johannes dem Täufer. Als Bekrönung ist der Auferstandene dargestellt. Die Kanzel von 1714 hat geschnitzte Figuren des Salvator mundi und der vier Evangelisten.
Die erste Orgel mit 15 Registern, verteilt auf ein Manual und Pedal, wurde um 1725 von einem unbekannten Orgelbauer errichtet, die 1845 durch eine neue Orgel von Wilhelm Boden ersetzt wurde. Die heutige Orgel mit 13 Registern, zwei Manualen und Pedal wurde 1976 von der Orgelbauwerkstatt Alfred Führer gebaut.